# Kermes bytinskii
Kermes bytinskii är en insektsart som beskrevs av Sternlicht 1969. Kermes bytinskii ingår i släktet Kermes och familjen eksköldlöss.
Artens utbredningsområde är Israel. Inga underarter finns listade i Catalogue of Life.